# Judith Dolan
Judith Anne Dolan (Long Beach, 25 giugno 1944) è una costumista statunitense.

## Biografia
Dopo gli studi all'Università Stanford, Judith Dolan fece il suo debutto a Broadway nel 1981 come costumista del musical Merrily We Roll Along, a cui seguirono i costumi per i musical Joseph and the Amazing Technicolor Dreamcoat (1982), Candide (1997), Parade (1998), Hollywood Arms (2002) e LoveMusik (2007). Per Candide vinse il Tony Award ai migliori costumi.

## Filmografia parziale
- I delitti del rosario (The Rosary Murders), regia di Fred Walton – film TV (1987)